# Cine de Uzbekistán
El cine de Uzbekistán (en uzbeko: Oʻzbek kinosi, en ruso: Кинематограф Узбекистана) comprende el arte del cine y películas creativas realizadas dentro de la nación de Uzbekistán o por cineastas uzbekos en el extranjero. La historia del cine uzbeko se puede dividir en dos periodos: el cine de Uzbekistán soviética (1924-1991) y el cine de Uzbekistán independiente (1991-presente). Las películas de la época soviética fueron filmadas en ruso o uzbeko. Entre las películas de la era soviética aclamadas por la crítica se incluyen títulos como Maftuningman “Encantado por ti“ (1958), Mahallada duv-duv gap “De lo que habla todo el vecindario” (1960) y Shum bola “Muchacho travieso” (1977), y de la era postsoviética cabe mencionar Osmondagi bolalar “Chicos en el cielo” (2002), Virus (2016) e Ilhak (2020).
Los estudios de cine más importantes del país son Uzbekfilm (en uzbeko: O‘zbekfilm, Ўзбекфильм), fundados en 1925, que son los estudios de cine más grandes y antiguos en Uzbekistán. Sin embargo, la época dorada de los estudios corresponde a la etapa soviética del país.
Muy pocas películas uzbekas después de la independencia de Uzbekistán han alcanzado notoriedad internacional. Según los críticos de cine, la mayoría de las películas uzbekas modernas son filmes baratos de baja calidad. Actualmente hay docenas de estudios de cine uzbekos que filman alrededor de 50 películas al año. Los críticos de cine afirman que, si bien la cantidad de películas uzbekas está subiendo, no se puede decir lo mismo de la calidad de las mismas. Algunos han llamado a esta tendencia la "Bollywoodización" del cine uzbeco.
Hasta el 2017 la industria se había visto seriamente paralizada por falta de fondos, apoyo y material, pero recibió un renovado impulso al volver a editarse, tras veinticuatro años, el Festival Internacional de Cine de Tashkent.

## Directores
Algunos de los directores uzbekos más importantes:
- Ali Hamroyev
- Anvar Toʻrayev
- Boris Konunov
- Eduard Khachaturov
- Elyor Ishmuhamedov
- Eldor Oʻrozboyev
- Georgi Yungvald-Khilkevich
- Husayin Erkinov
- Jahongir Qosimov
- Komil Yormatov
- Latif Fayziyev
- Melis Abzalov
- Nabi Gʻaniev
- Rashid Malikov
- Shavkat Karimov
- Shuhrat Abbosov
- Yoʻldosh Aʼzamov
- Yusuf Razykov
- Zulfikon Muzakov

## Actores
Algunos de los actores y actrices uzbekos más importantes: 
- Akmal Nazarov
- Aleksandr Abdulov
- Ali Hamroyev
- Alisher Uzoqov
- Asal Shodiyeva
- Aysanem Yusupova
- Dilnoza Kubayeva
- Ergash Karimov
- Jamshid Zokirov
- Melis Abzalov
- Mömin Rizo
- Shuhrat Abbosov
- Shukur Burkhanov
- Shoxrux Abduxalilov
- Sitora Farmonova
- Tohir Sodiqov
- Yefim Bronfman
- Yoʻldosh Aʼzamov
- Ulugʻbek Qodirov

## Películas
Algunas de las películas uzbekas más importantes: 
- Abdullajon (1991)
- Armon (1986)
- Kelinlar qoʻzgʻoloni (1984)
- Maftuningman (1958)
- Mahallada duv-duv gap (1960)
- Shum Bola (1977)
- Suyunchi (1982)
- Toʻylar muborak  (1978)
- Yor-yor (1964)